# William A. Tilden
William Augustus Tilden (Londra, 15 agosto 1842 – Londra, 11 dicembre 1926) è stato un chimico britannico nel campo della chimica organica.

## Biografia
Dopo aver svolto la formazione professionale, si formò come farmacista e poi studiò per un anno al Royal College of Chemistry prima di lavorare come dimostratore presso la Pharmaceutical Society dal 1863 al 1872. Nel 1872 divenne docente di chimica al Clifton College, Bristol, e poi nel 1880 accettò una posizione come titolare della cattedra di chimica al Mason College. Sempre nel 1880 divenne Fellow della Royal Society.
Nel 1894 successe a Thomas Edward Thorpe come professore di chimica al Royal College of Science di South Kensington.
Durante il suo lavoro lì, ha dimostrato che con il cloruro di nitrosile c'è solo un composto di monossido di azoto e cloro e che questo è un prezioso reagente per lo studio dei terpeni. Scoprì anche che l'isoprene, noto come componente della gomma naturale sin dai tempi di Charles Hanson Greville Williams (1860), può essere ottenuto dall'olio di trementina (ma non ha trovato il modo di usarlo commercialmente). Ha anche proposto la formula strutturale corretta per l'isoprene nel 1882.
Ha anche scoperto che il calore specifico cambia con la temperatura. La capacità termica specifica diminuisce con la caduta della temperatura e aumenta quando la temperatura aumenta, l'entità dello spostamento essendo inversamente proporzionale al peso atomico dell'elemento. Questa scoperta è stata di grande importanza per numerose industrie.
Inoltre, non fu solo presidente della Chemical Society dal 1903 al 1905, ma anche vicepresidente della Royal Society dal 1904 al 1906.
Nel 1908, Tilden ricevette la Medaglia Davy della Royal Society, la più alta onorificenza britannica per gli scienziati nel campo della chimica, per le sue scoperte chimiche, in particolare nella capacità termica e nei terpeni.
Nel 1909 fu investito del titolo di Knight Bachelor e da allora portò il titolo di nobiltà "Sir". Suo figlio Philip Armstrong Tilden (1887–1956) era un noto architetto.
La Royal Society of Chemistry assegna ogni anno il Premio Tilden in sua memoria.

## Opere
- Famous Chemists: the men and their work, New York, 1921 (Nachdruck 2007, ISBN 978-1406704839)